# Karyotyp

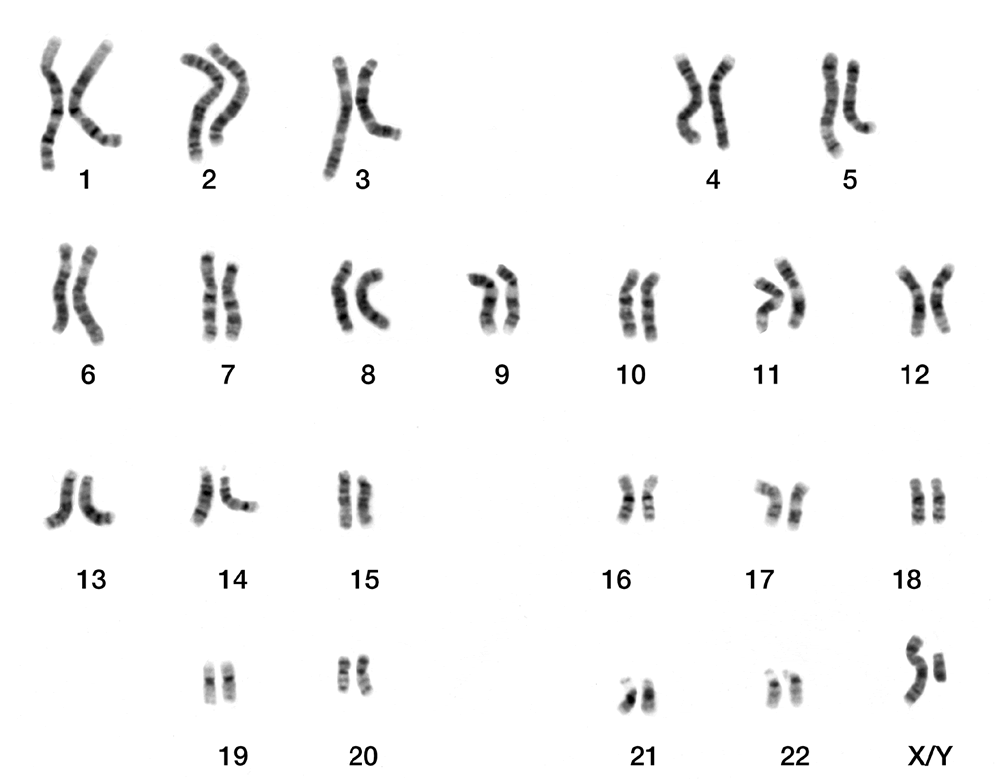
Das Karyogramm eines Menschen mit 46 Chromosomen, darunter 1 Y-Chromosom

Schematisches Karyogramm.

Der Karyotyp (altgriechisch κάρυον káryon ‚Nuss, Fruchtkern‘; altgriechisch τύπος typos ‚Schlag, Gepräge, Form, Muster‘, davon lateinisch typus ‚Figur, Form, Ausprägung‘) bezeichnet in der Zytogenetik (Lehre über die Zusammenhänge zwischen Vererbung und Zellaufbau) die Gesamtheit aller zytologisch (den Zellaufbau betreffend) erkennbaren Chromosomeneigenschaften eines Individuums oder einer Gruppe genetisch verwandter Individuen. Zu diesen Eigenschaften gehören die Anzahl der Chromosomen einer Zelle ebenso wie ihre Ausbildung, die relative und die absolute Größe, die Lage des Zentromers, Sekundäreinschnürungen, spezifische Bandenmuster sowie die Chromatinverteilung im Chromosom.
Der Karyotyp wird bestimmt, indem Chromosomen in der Metaphase der Mitose über Chromosomenfärbungen erkennbar gemacht und lichtmikroskopisch untersucht werden. Für die humangenetische Diagnostik wurden die Chromosomen fotografiert und dann paarweise zu einem Karyogramm angeordnet, dies wird heute softwareunterstützt durch Bilderkennung am Monitor durchgeführt.

## Verwendung in der humangenetischen Diagnostik

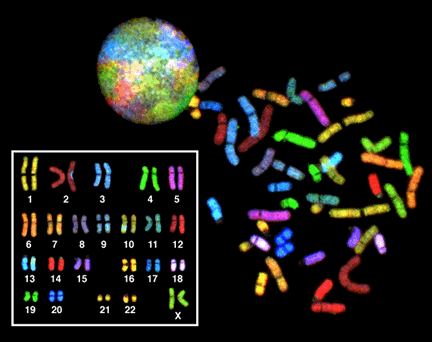
Chromosomen einer Frau. Jedes Chromosomenpaar ist mit Fluoreszenz-in-situ-Hybridisierung in einer eigenen Farbe dargestellt. Rechts die Chromosomen eines Metaphasepräparats, oben ein Zellkern. Links sind die Chromosomen zu einem Karyogramm gelegt. Die Chromosomen erscheinen normal. Translokationen wären durch einen Farbwechsel innerhalb eines Chromosoms zu erkennen. Der Farbwechsel beim linken Chromosom 10 ist auf ein darüber liegendes Chromosom 13 zurückzuführen, siehe rechts.

Die Analyse des Karyotyps kann für verschiedene Fragestellungen angewendet werden. So findet sie bei der humangenetischen Diagnostik Verwendung, um lichtmikroskopische Anomalien als Kennzeichen von Erbkrankheiten oder spontanen Chromosomenmutationen festzustellen. Dazu gehören Veränderungen der Chromosomenzahl, wie sie bei Trisomien vorkommen, oder Chromosommutationen wie Brüche, fehlerhafte Verschmelzungen oder Duplikationen eines Chromosomenabschnittes (Deletionen, Translokationen, Duplikation). Auch das chromosomale Geschlecht kann bestimmt werden; doch kann allein anhand des Karyotyps nicht mit endgültiger Gewissheit der geschlechtliche Phänotyp prognostiziert werden, der von einzelnen Genen wie dem SRY-Gen und deren Produkten abhängt.

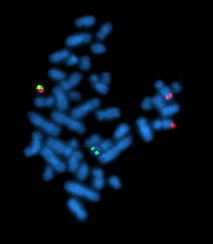
Fluoreszenz-Bild von Metaphasechromosomen (blau) mit einer Translokation t(9;22) (q34;q11), bekannt als Philadelphia-Chromosom

Zur Beschreibung des menschlichen Karyotyps hat sich eine Kurzschreibweise durchgesetzt, die die Gesamtchromosomenzahl, die Art der Geschlechtschromosomen und im klinischen Gebrauch bei Bedarf auch Chromosomenanomalien wiedergibt. Bei Menschen ergibt sich in dieser Schreibweise normalerweise 2n = 46,XX  für Frauen und 46,XY für Männer. X und Y geben dabei jeweils ein X-Chromosom bzw. ein Y-Chromosom an. Besonderheiten unter den Autosomen können in Form einer zusätzlichen Zahl angegeben werden; einige bekannte Chromosomenveränderungen werden entsprechend benannt:
- 45,Y0 → Karyotyp bei fehlendem X-Chromosom, das Fehlen ist letal (tödlich)
- 45,X0 → Karyotyp eines Mädchens/einer Frau mit Turner-Syndrom (Ullrich-Turner-Syndrom/Monosomie X)
- 47,XXY → Karyotyp eines Jungen/Mannes mit Klinefelter-Syndrom (ein zusätzliches X-Chromosom)
- 47,XYY → Karyotyp eines Jungen/Mannes mit Diplo-Y-Syndrom (ein zusätzliches Y-Chromosom)
- 47,XX+21 → Karyotyp eines Mädchens/einer Frau mit Down-Syndrom (Trisomie 21)
- 47,XY+18 → Karyotyp eines Jungen/Mannes mit Edwards-Syndrom (Trisomie 18)
- 47,XY+13 → Karyotyp eines Jungen/Mannes mit Pätau-Syndrom (Trisomie 13)
- 47,XXX → Karyotyp eines Mädchens/einer Frau mit dem Triplo-X-Syndrom (ein zusätzliches X-Chromosom)

## Verwendung in der taxonomischen Forschung
Sowohl in der Botanik wie auch in der Zoologie spielt die Untersuchung des Karyotyps eine Rolle in der taxonomischen und phylogenetischen Forschung. Bei Pflanzen kann die Karyotypanalyse Einblicke in bestimmte Mechanismen der Artbildung etwa durch Polyploidisierung ermöglichen; bei Tieren gibt der Karyotyp nicht selten Hinweise auf evolutive Prozesse. So haben beispielsweise alle großen Menschenaffen (Hominidae) außer dem Menschen selbst einen Karyotyp mit 2n = 48 Chromosomen. Detailuntersuchungen zeigten, dass das menschliche Chromosom 2 aus einer Fusion entstand (siehe Artikel Chromosom, Abschnitt Chromosomenevolution).